# Mi-Lock
Mi-Lock was een Zeeuwse producent van sokken.

## Geschiedenis
De fabriek is gesticht tijdens de Eerste Wereldoorlog door Emile Th. Lockefeer (1886-1965). Als gevolg van de oorlogshandelingen was de Belgische textielindustrie stil komen te liggen, en ontstond er een schrijnend sokkentekort. Lockefeer begon met een kleinschalige productie, waar hij handbreimachines voor aanschafte, en begon met een lokaal gerichte productie. Zijn sokken vonden al snel ook elders gretig aftrek, en de fabriek kon al snel uitbreidden. Als productieterrein vond hij al snel een kort daarvoor failliet gegane brouwerij, die van de firma Rottier en zonen, in Hulst.
De sokkenfabriek heeft bijna 75 jaar lang bestaan, en adverteerde met de kreet "Mi-Lock: Socks of Standing". Alwaar de Nederlandse textielindustrie, met name in Twente, al in de jaren 50 en 60 als gevolg van de concurrentie met lagelonenlanden ten onder ging, wist Mi-Lock het toch nog wat langer uit te zingen; tussen 1948 en 1966 is het bedrijf tot zesmaal toe uitgebreid. Echter, in het begin van de jaren 80 werd de concurrentie uit vooral het Verre Oosten te fabriek toch te veel; financiële injecties van de Nederlandse staat en van de provincie Zeeland mochten niet baten, en het bedrijf ging in 1985 failliet, als laatste van de Oost-Zeeuws-Vlaamse textielfabrikanten.

## Bron
- Artikel over Mi-Lock[dode link]